# Simson MSA50 Spatz-serie
De Simson MSA50 Spatz was een bromfiets van het Duitse merk Simson, de Simson MSA25 was vrijwel identiek, maar werd als snorfiets ("Mofa") verkocht en had een topsnelheid van 25 km per uur.

## Voorgeschiedenis
Simson was halverwege de 19e eeuw opgericht als staalfabriek, maar had in het eerste deel van de 20e eeuw wapens, fietsen, automobielen, motorfietsen en kinderwagens geproduceerd. Na de Tweede Wereldoorlog kwam het in de Sovjet-bezettingszone in Duitsland te liggen. Na de oprichting van de Duitse Democratische Republiek was het een Volkseigener Betrieb geworden en richtte het zich naar de Oost-Duitse Planeconomie. Omdat er in de DDR grote behoefte was aan betaalbare transportmiddelen was men al in 1955 begonnen met de productie van de SR1 bromfietsen. In 1964 volgde de "Vogelserie", een serie bromfietsen die allemaal vogelnamen hadden. Halverwege de jaren zeventig waren deze modellen dermate ouderwets geworden dat ze - met name in het Westen - niet meer te verkopen waren. Toen werden ze vervangen door een nieuwere, vlottere modellen, de S50 in 1975, de S51 in 1980 en de S53 in 1990. In de jaren tachtig was men zich al meer op de export buiten het Oostblok gaan richten, maar in 1990, na de Duitse hereniging, was Simson een Duits bedrijf geworden, verlost van de centraal geleide economie, maar nu wel gedwongen concurrerende modellen op de markt te brengen. Dat had men in eerste instantie gedaan door de S53-serie van moderne kleurstellingen en andere namen te voorzien. Halverwege de jaren negentig kregen ze de namen van de "Vogelserie": Habicht (havik), Sperber (sperwer) en Star (spreeuw). De naam "Spatz" (mus) kwam pas in 1999 terug, toen de MSA50 verscheen. 

## MSA50 Spatz en MSA25 Spatz
De MSA50 en MSA25 Spatz modellen verschenen in 1999 en waren voorzien van een katalysator. De motor was waarschijnlijk het Franco Morini exemplaar van de nieuwe "Star" scootermodellen, getuige de traploze automatische versnellingen en de riemaandrijving. Ook de plaatsing van het motorblok vlak vóór het achterwiel duidde daarop. In elk geval was niet langer de motor van de S53-serie gebruikt: boring en slag waren afwijkend en er was weer geforceerde luchtkoeling toegepast. 

## Technische gegevens MSA50 en MSA25
| Periode              | 1999-2002                            | 1999-2002                            |    |    |    |    |
| Motor                | AT-50JT                              | AT-50JT                              |    |    |    |    |
| Motor type           | eencilinder tweetakt met katalysator | eencilinder tweetakt met katalysator |    |    |    |    |
| Koeling              | geforceerd                           | geforceerd                           |    |    |    |    |
| boring in mm         | 40                                   | 40                                   |    |    |    |    |
| slag in mm           | 39,2                                 | 39,2                                 |    |    |    |    |
| Cilinderinhoud in cc | 49,3                                 | 49,3                                 |    |    |    |    |
| Compressieverhouding | 9,5:1                                | 9,5:1                                |    |    |    |    |
| Max. Vermogen in pk  | 3,1 bij 7.000 tpm                    | onbekend                             |    |    |    |    |
| Topsnelheid in km/h  | 50                                   | 25                                   | 25 | 25 | 25 | 25 |
| Versnellingen        | CVT                                  | CVT                                  |    |    |    |    |